# 볼리비아저녁쥐
볼리비아저녁쥐(Calomys boliviae)는 비단털쥐과에 속하는 설치류이다. 아르헨티나와 볼리비아에서 발견되며, 페루에서도 서식하는 것으로 추정하고 있다.